# Tie a Yellow Ribbon Round the Ole Oak Tree
Tie a Yellow Ribbon Round the Ole Oak Tree är en låt skriven av Irwin Levine och L. Russell Brown och inspelad av musikgruppen Tony Orlando and Dawn. Det är en singel från deras fjärde studioalbum Tuneweaving och den utgavs 1973. Låttexten handlar om en man som muckat från fängelset och är osäker på om han är välkommen hos sin gamla flickvän. Han har som ett tecken på att han är det bett flickvännen att binda ett gult band runt ett gammalt träd där hans buss kommer passera.

## Listplaceringar
| Lista (1973)   | Position              |
| -------------- | --------------------- |
| Australien     | 1 (Go Set)            |
| Finland        | 27                    |
| Irland         | 1                     |
| Kanada         | 1 (RPM)               |
| Nederländerna  | 1                     |
| Norge          | 1                     |
| Nya Zeeland    | 1 (NZ Listner)        |
| Spanien        | 3                     |
| Storbritannien | 1                     |
| Sverige        | 3 (Kvällstoppen)      |
| Sverige        | 2 (Tio i topp)        |
| USA            | 1 (Billboard Hot 100) |
| Västtyskland   | 9                     |
| Österrike      | 2                     |